# Casa del Gran Portale

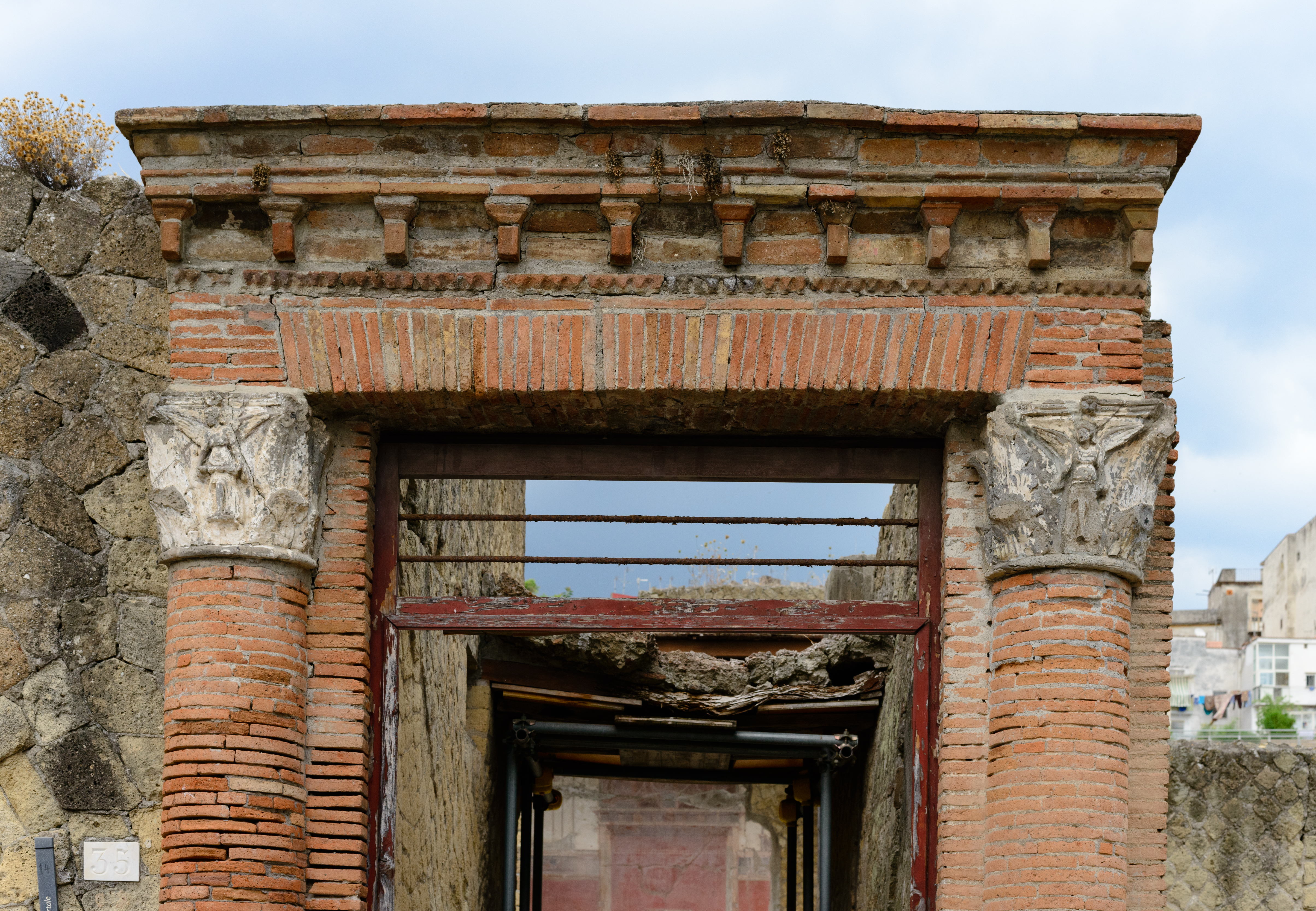
Die Kapitelle am Eingang des Hauses

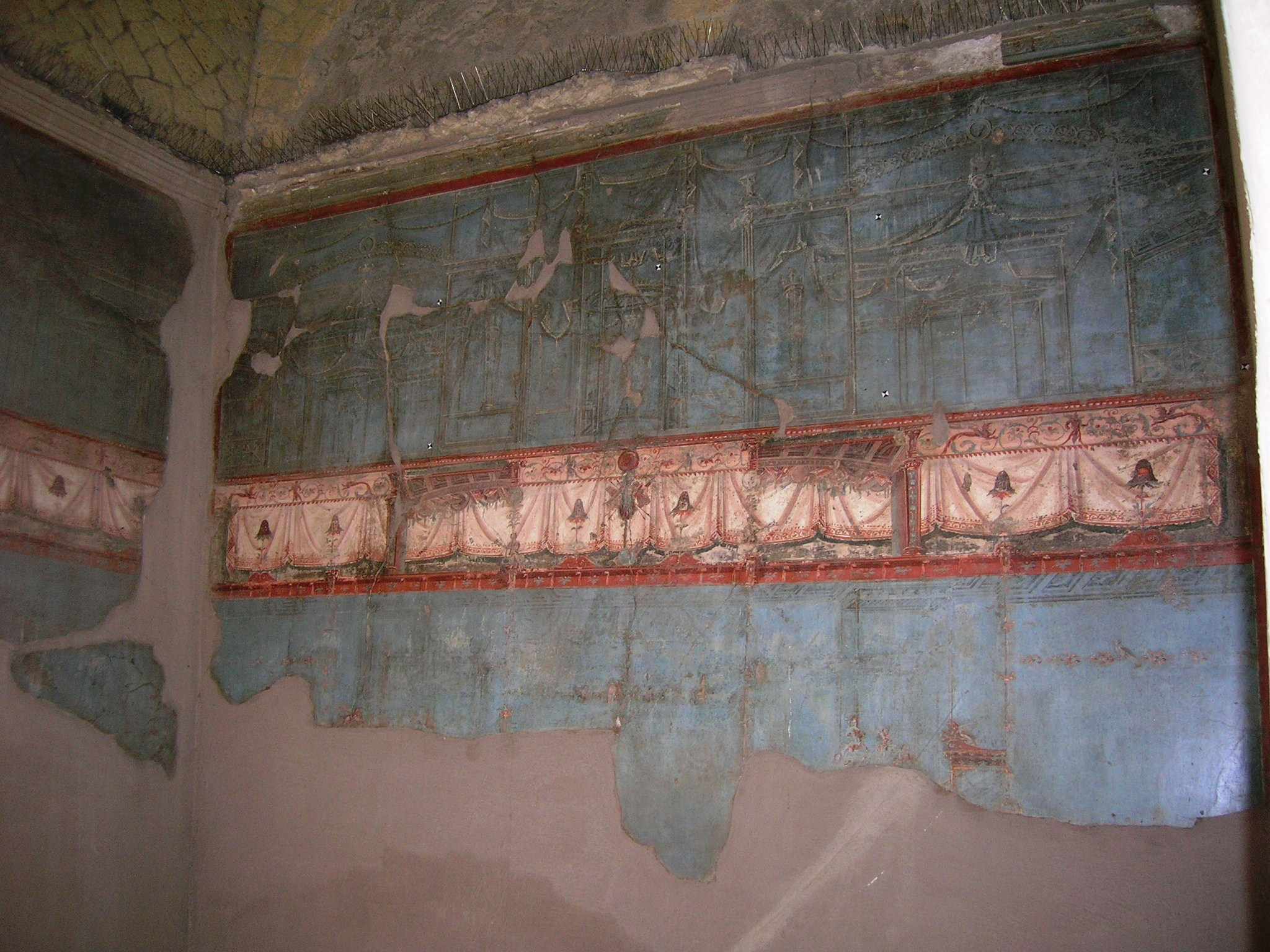
Blaugrundige Malereien im 4. Stil

Die Casa del Gran Portale (Haus des großen Portals) befindet sich in Herculaneum (Insula V.35). Sie wurde 1870 bei Grabungen gefunden und von 1933 bis 1934 unter der Leitung von Amedeo Maiuri freigelegt. Das Wohnhaus ist reich mit Malereien ausgestattet und hat einen ungewöhnlichen Grundriss. Seinen modernen Namen erhielt es wegen seinem monumentalen Eingang, der von zwei Halbsäulen aus Ziegeln mit figürlichen Steinkapitellen flankiert wird.
Die Halbsäulen am Eingang waren in der Antike mit Stuck verkleidet und bemalt. Die Kapitelle sind aus Travertin gearbeitet und zeigen jeweils eine Victoria. Das Portal wurde nach dem Erdbeben von 62. n. Chr. eingerichtet. Es ist einmalig in Herculaneum, und auch in Pompeji gibt es nur wenige vergleichbar aufwendige Eingänge. Der ungewöhnliche Plan des Hauses, es besitzt kein Atrium, entstand, als Teile des Nachbarhauses, der Casa Sannitica, verkauft und zu einem neuen Haus hergerichtet wurden. Die beiden Säulen am Eingang schmückten einst das Peristyl der Casa Sannitica. Neben dem Eingang der Casa del Gran Portale liegt ein Hof, der für Licht sorgte und damit das fehlende Atrium ersetzte. Genau gegenüber dem Eingang liegt das Triclinium, das Malereien im 3. Stil zeigt. Die Hauptzone der Wand ist rot. Hier finden sich stilisierte Architekturen. Die Oberzone der Wand ist weiß mit weiteren, stilisierten Architekturen. Besonders reich ausgemalt ist ein Raum neben dem Lichthof. Hier findet man auf türkisblauem Hintergrund leichte Architekturen im 4. Stil. Eine Mittelzone zeigt helle Stoffe und florale Muster. Die Hauptwand ist wiederum türkisblau, jedoch nicht gut erhalten. Im hinteren Teil des Hauses befinden sich eine Küche, eine Latrine und Treppen zum einstigen Obergeschoss.